# Mount-Malindang-Nationalpark
Der Mount-Malindang-Nationalpark auf der philippinischen Insel Mindanao wurde am 19. Juni 1971 mit Inkrafttreten des Republic Act 6266 als Nationalpark und Wasserschutzgebiet ausgerufen. Der Nationalpark umfasst 53.262 Hektar und hat Ähnlichkeit mit einem Biosphärenreservat. Die geschützte Waldfläche beträgt etwa 33.000 Hektar. Die verbleibenden 20.000 Hektar werden als Teilwirtschaftszone genutzt.

## Geologie
Das Höhenprofil des Mt. Malindang National Parks steigt von 600 Meter bis 2.404 Meter über dem mittleren Meeresspiegel.
Von dem Gebirge des Mt. Malindang, der eine Höhe von 2402 Metern erreicht, wird angenommen, dass er durch eine Serie von Vulkanausbrüchen in prähistorischer Zeit entstanden ist, eine genaue Erforschung und Datierung steht aber noch aus.
Mehrere Indikatoren, die für eine vulkanische Vergangenheit sprechen sind der 6 Hektar große Kratersee Lake Duminagat und zwei Gebiete von mehr als 20 Hektar mit hohen Felswänden, Schlackenkegel, Rundbogenstrukturen und zwei heißen Schwefelquellen.
Der gesamte Nationalpark wird durch mehrere Canyons und Schluchten durchzogen, dazu kommen eine Vielzahl von Wasserfällen, Kraterseen und dichten Urwäldern. Sie lassen den Nationalpark in einer abwechslungsreichen Szenerie erscheinen.
Der Mt. Malindang Naturpark liegt gebietsübergreifend in den Provinzen Misamis Occidental, Zamboanga del Norte und Zamboanga del Sur.

## Fauna und Flora
Die Waldvegetation besteht aus sehr unterschiedlichen Tierarten und Pflanzen. Die Baumbestände werden durch die Gattung der Flügelfruchtgewächse dominiert. Es kommen viele verschiedene Arten von Pflanzen und Tieren vor, einschließlich seltene wie der Affenadler (Pithecophaga jefferyi), Nashornvögel (Buceros hydrocorax), Koboldmakis (Tarsius philippinensis), Riesengleiter (Cynocephalus volans) und die Bartlett-Dolchstichtaube (Gallicolumba criniger).
Weitere bedeutende Bestände an Säugetieren wie den Philippinenhirsch, Wildschweine, Langschwanz Makaken, Palm- und Zibetkatze finden sich ebenfalls.
Darüber hinaus ist der Park bekannt als Heimat von sechs Amphibienarten, drei Reptilienarten, 67 Vogelarten (darunter der Mindanaolori) und 25 Säugetierarten, die endemisch in dem Nationalpark vorkommen. Zu anderen bedeutenden Arten, die im Park vorkommen, gehören Säugetiere, wie der Philippinenhirsch, Wildschwein, Javaneraffe und Zibetkatzen. Die zur Gattung der Weißzahnspitzmäuse gehörende Art Crocidura grandis kommt nur im Gebiet des Malindang-Gebirges vor.
Der Lake Duminagat ist ein Kratersee und nach seinem klaren Wasser benannt. Er befindet sich in einem dichten Wald und beherbergt Wildtiere wie Hirsche, Affen und Wildschweine.

## Schutz
Mt. Malindang Range wurde am 19. Juni 1971 durch den Republic Act 6266 zum Nationalpark und Watershed Reserve erklärt. Gemäß den Bestimmungen des Republic Act 7586 oder dem NIPAS Act von 1992 wurde er durch die nachfolgende Proklamation Nr. 228 am 2. August 2002 zum Naturpark erklärt, was einem Schutzgebiet gleichkommt. Er umfasst 53.262 Hektar, die restliche Waldfläche beträgt etwa 33.000 Hektar. Der verbleibende Anteil von mehr als 20.000 Hektar ist bereits erschlossen und wird von rund 4.000 Familien, die meist indigenen Völkern, wie den Subanen, angehören, bewohnt.